# Hyposoter alienus
Hyposoter alienus là một loài tò vò trong họ Ichneumonidae.